# Carlinhos Felix
Carlinhos Felix, nome artístico de José Carlos Felix (Rio de Janeiro, 25 de janeiro de 1962), é um cantor, compositor, multi-instrumentista, produtor musical, professor, ator e arranjador brasileiro. Guitarrista e vocalista da banda Rebanhão, Carlinhos possui carreira solo e gravações com vários artistas do cenário religioso em quase quarenta anos de trajetória.
Iniciou sua carreira em 1979 como baixista da banda Sinal Verde. Nesta época, foi convidado para formar o Rebanhão com outros músicos da Igreja Presbiteriana de Copacabana. Formado no Instituto Villa-Lobos no Rio de Janeiro, Carlinhos é descrito como um dos responsáveis por uma revolução ocorrida na música cristã brasileira através do Rebanhão. Na banda atuou como vocalista com o cantor Janires, que saiu para dedicar-se a outros projetos em 1985. Com a saída de Janires, Felix se tornou o principal vocalista do Rebanhão, embora tenha divido a função com Pedro Braconnot e Paulo Marotta. Compôs diversas faixas de grande notoriedade do grupo, como "Selo do Perdão", "Luz do Mundo", "Novo Dia", "Grito de Silêncio", dentre outras. Em 1991, iniciou sua carreira solo com o álbum Coisas da Vida e gravou o álbum Pé na Estrada, o último do Rebanhão com sua participação. Deixou o grupo em 1991 para dedicar-se exclusivamente à carreira solo.
O cantor também é também um dos músicos cristãos mais conhecidos, respeitados e conceituados de sua época. Sua carreira solo destacou-se, com maior alcance durante a década de 1990. Na primeira metade dos anos 90, o músico gravou discos de alta notoriedade, como Basta Querer (1993) e Ao Vivo (1996), gravado ao vivo na casa de shows Canecão. Na década seguinte, o cantor morou fora do país e chegou a gravar o disco Ao Vivo na Flórida. De volta ao Brasil, fundou uma escola de música em Vila Velha, Espírito Santo.

## Biografia
Natural do Rio de Janeiro, iniciou seus contatos com a música estudando violão com o professor Nilo, tudo isto impulsionado através da conversão religiosa de sua mãe, quando Felix tinha oito anos. A partir daí, na igreja ao qual era membro, recebeu incentivos na música.
Após isso, ingressou no Instituto Villa-Lobos, onde se formou. Mais tarde, passou a trabalhar na Petrobras.

## Carreira
Após formar-se no Instituto Villa-Lobos, passou a atuar como músico profissional. O primeiro grupo em que se integrou foi o Sinal Verde, uma banda de rock progressivo formada por membros da Igreja Presbiteriana de Copacabana. Dentre os integrantes, o principal compositor deste conjunto era Lucas Ribeiro, e foi com o músico que Carlinhos escreveu algumas de suas primeiras composições.
Enquanto o Sinal Verde se apresentava em vários locais do Brasil, Carlinhos Felix trabalhava na Petrobras, empresa a qual permitia que o músico faltasse dias de trabalho para viagens. Segundo o baterista do Sinal Verde, isto foi crucial para que Felix conseguisse conciliar seu trabalho como músico com a de funcionário público. Ao mesmo tempo, chegara na igreja o músico Janires, que estava formando o Rebanhão e precisava de um guitarrista no grupo. E como dentre de todos do Sinal Verde Felix tinha mais tempo disponível, Janires o convidou para ingressar no Rebanhão.
O primeiro trabalho do Rebanhão foi lançado ainda em 1981, de título Mais Doce que o Mel. O trabalho teve alta notoriedade no segmento, considerado uma obra-prima da música cristã brasileira. Neste trabalho, Carlinhos escreveu a letra de cinco das dez canções, dividindo os vocais com Janires. Com a popularidade do Rebanhão, Carlinhos Felix deixou o Sinal Verde.
Em 1983 a banda lançou o trabalho Luz do Mundo, também executado em rádios não-cristãs do Rio de Janeiro. Junto com a banda gravou o disco Janires e Amigos, o primeiro álbum ao vivo da música cristã brasileira. Após a saída de Janires, o Rebanhão fechou um contrato com a gravadora PolyGram e a partir daí foram lançados trabalhos no comando do trio Felix, Braconnot e Marotta. Ao contrário de Janires, Felix e Pedro Branconott levaram o Rebanhão à uma sonoridade guiada pela música pop, mas não deixando o rock como gênero principal do trabalho. Em 1985 lançou Semeador e dois anos depois Novo Dia. Anos depois era lançado o disco Princípio.
Em 1988, Carlinhos participou do disco Falando de Vida, da Banda e Voz, escrevendo e cantando a música "Falando de Vida", que se tornou um dos principais sucessos do grupo carioca.
Em março de 1991, Carlinhos Felix começa a gravar seu primeiro álbum solo, intitulado Coisas da Vida. Pedro Braconnot, também integrante do Rebanhão, colaborou nas gravações. Mais tarde, gravou Pé na Estrada, seu último álbum na banda. Segundo o próprio, a saída do Rebanhão foi natural e tranquila.
| “ | [...] os convites começaram a surgir para ministrações individuais. Fomos tendo a direção de Deus para isso e tudo aconteceu de uma forma muito tranquila. Éramos e ainda somos muito amigos, o Pedro me ajudou na gravação. Foi muito legal e eu queria muito realizar este sonho. Coisas da Vida foi muito especial pra mim. Foi muito bem recebido na época pela critica e pelos músicos seculares. | ” |

No ano seguinte, lançou pela Line Records seu segundo projeto solo, Carlinhos Felix, mas seu destaque veio com Basta Querer, lançado em 1993 pela MK Music, com o sucesso da faixa-título. Anos depois, produziu o primeiro álbum da coletânea Amo Você. e gravou o álbum Nada a Perder, com a participação de Paulo Marotta em "Muro de Pedra". A seguir, lançou vários trabalhos, recebendo prêmios e indicações, como o Troféu Promessas, Troféu Jubileu e Troféu Talento, sendo neste último homenageado em 2004 por sua contribuição à música cristã brasileira.
No início dos anos 2000, morou por uns anos nos EUA, onde tornou-se pastor. Após voltar ao Brasil, mudou-se para Vila Velha, no Espírito Santo. Em 2004, lançou o trabalho Na Tua Sombra pela gravadora Graça Music com produção de Ruben di Souza, ao qual se destacou a música "Santo Nome". Sua versão em DVD foi gravada no Olympia em São Paulo no ano seguinte.
Após fechar um contrato com a Som Livre, lançou em 2011 o disco Primeiro Amor - O Melhor de Carlinhos Felix, uma coletânea que reúne grandes sucessos do músico.
Em outubro de 2012, o cantor fechou um contrato com a gravadora Sony Music Brasil, e a partir daí anunciou o lançamento do disco Lindo Senhor. O single, "Baião Eletrônico", foi liberado na semana seguinte. O projeto reúne regravações do músico ao vivo no evento Jesus Vida Verão, unindo algumas músicas inéditas, e regravações de outros artistas, como as músicas "Baião Eletrônico", da Banda Azul, "Amor de Deus", do Fruto Sagrado e "Marca da Promessa" do Trazendo a Arca.
| “ | Engraçado que eu o preparei para ser lançado de uma forma muito especial, com toda luta e dificuldades de um independente. Fiz com todo carinho, coloquei as canções que eu gostava, queria muito cantar e ter postadas num álbum. Depois vieram as inéditas que completou legal o projeto. É muito legal saber pelo Mauricio que a música está entre as 14 mais tocadas no Brasil. Quase comprei uma caixa de fogos e estou devendo um jantar especial pra meus filhos e para Adriana por conta desta posição do álbum Lindo Senhor. Pra muitos cantores isso pode não ser nada, mas eu festejo este presente de Deus e o carinho dos irmãos e da emissoras de rádio do país. | ” |

Em 2013, o cantor atuou no filme Um Lugar para ser Feliz.
Em 2014, o cantor lançou o single "Não Posso me Calar" e voltou à banda Rebanhão, juntamente com Pedro Braconnot, Paulo Marotta e Pablo Chies. Em 2017, foi lançado o álbum 35, com Carlinhos como vocalista e guitarrista.

## Críticas

### Rebanhão
Em uma entrevista à Folha de S. Paulo em 1991, o músico declarou que sofreu muito preconceito pelos religiosos da época principalmente por conta dos instrumentos que o Rebanhão utilizava.
| “ | Nós queríamos entrar na igreja com bateria e guitarra com som distorcido. No início houve um certo preconceito, depois eles aceitaram. | ” |

### Guerra entre igrejas
Em 2012, Carlinhos Felix usou seu Twitter para fazer uma crítica dos confrontos entre a Igreja Universal do Reino de Deus e Mundial do Poder de Deus, reprovando o fato. "Hoje acordei pensando nessa guerra de tronos que está existindo. O mais preocupante é que todos são profundos conhecedores da palavra! Ou não? Resolvi tirar um tempo de oração por essa galera, em vez de ficar esperando o vencedor dessa guerra! Vamos nessa? Isso é muito sério".

### Música cristã contemporânea - anos 2000
A partir de sua volta ao Brasil, em entrevista, o cantor declarou ter encontrado muita música sem identidade, e com fraqueza lírica e sonora, e que isso estava desvalorizando a música cristã brasileira, também relaxando os talentos.
"Por aqui tenho ouvido muita coisa sem identidade. Estamos atravessando um momento de cópia. Acho que a coisa está indo muito para o lado comercial e o medo de fazer um projeto e não vender faz as pessoas copiarem o que está vendendo. Acho que isso tem empobrecido a nossa rica música gospel e relaxado os talentos. Acredito que Deus tem dado muitas músicas e letras lindas para os compositores, mas estas pérolas estão sendo engavetadas e muitas indo para o lixo por causa do sistema que tem invadido o nosso ambiente".
Quase dez anos depois, o músico não mudou sua opinião, porém declarando que existem pontos positivos que devem ser observados, como a abertura e a liberdade na criação e audição de músicas.

## Discografia

### Solo
Álbuns de estúdio
- 1991: Coisas da Vida
- 1992: Carlinhos Felix
- 1993: Basta Querer
- 1995: Nada a Perder
- 1997: Toda Reverência
- 2001: Não Desista
- 2003: Pensando em Você
- 2004: Na Tua Sombra
- 2008: Obediência
- 2011: Primeiro Amor - O Melhor de Carlinhos Felix

Álbuns ao vivo
- 1996: Ao Vivo
- 2001: Ao Vivo na Flórida
- 2012: Lindo Senhor

Compilações
- 2000: Carlinhos Felix Hits
- 2000: Carlinhos Felix Hits 2

### Com o Rebanhão
- 1981: Mais Doce que o Mel
- 1983: Luz do Mundo
- 1985: Janires e Amigos
- 1985: Semeador
- 1987: Novo Dia
- 1989: Princípio
- 1991: Pé na Estrada
- 2015: Rebanhão 35 anos

### Com a Sinal Verde
- 1981: "Pra Você"

### Como músico convidado e/ou produtor musical[12]
- 1988: Falando de Vida - Banda e Voz (vocal em "Falando de Vida")
- 1988: Expresso Luz - Expresso Luz (guitarra)
- 1988: Volta - Grupo Águas (guitarra)
- 1995: Amo Você Vol. 1 - Vários artistas (produção musical e vocal)
- 1996: Amo Você Vol. 2 - Vários artistas (produção musical e vocal)
- 1997: Amo Você Vol. 3 - Vários artistas (vocal)
- 1999: Acústico 10 Anos - Fruto Sagrado (vocal em "Amor de Deus")
- 2006: Minhas Canções na Voz dos Melhores Vol. 1 - Vários artistas (vocal em "Festa no Céu")
- 2007: Minhas Canções na Voz dos Melhores Vol. 2 - Vários artistas (vocal em "Pare de Sofrer" e "Sempre Juntos")
- 2009: "Sorria" - Comunidade das Nações (vocal)

## Videografia
- 1999: Rock in Rio Café
- 2005: Na Tua Sombra